# Diana Jorgova
Diana Khristova Jorgova (bulgariska: Диана Христова Йоргова), född den 9 juli 1942 i Lovetj i Bulgarien, är en bulgarisk flre detta friidrottare inom längdhopp.
Hon tog OS-silver i längdhopp vid friidrottstävlingarna 1972 i München. 